# Kurt Ott
Kurt Ott (Zurigo, 9 dicembre 1912 – 19 aprile 2001) è stato un ciclista su strada svizzero.

## Palmarès

### Olimpiadi
- Argento a Berlino 1936 nella corsa a squadre.